# كاثوي
الكاثوي (بالتايلندية: กะเทย، وبالإنجليزية: Kathoey) هو مصطلح يشير بصفة عامة إلى ما يمكن أن يُطلق عليه الجنس الثالث والذي يجمع بين الذكورة والأنوثة. ويشمل ذلك ما يسمى المرأة الثانية أو الذكر الثالث. وكلمة كاثوي يعتقد أنها من أصل اللغة الخميرية. وبات استخدام هذا المصطلح منتشرًا في لغة سكان شرق آسيا وتايلاند، وانتشر ليجمع بين الجنسين.

## الوصف العام
مصطلح كاثوي ليست المقابل الدقيق للمرأة الغربية الحديثة— فهو يوحي بأن هذا الشخص نوع من الذكور، مما يوحى بوجود جنس ثالث يجمع بين صفات الذكور والإناث. ويمكن تعريب مصطلح فو يينغ بالإشارة إلى امرأة من نوع ثان. ويزعم الباحث الأسترالي للسياسات الجنسية في تايلاند بيتر جاكسون إلى أن هذا المصطلح كان منتشرًا في العصور الوسطى. وعاد إلى الظهور في القرن العشرين ولكن في ثوب جديد. ويمكن أن يشير في الوقت الحالي إلى الذكور الذين يظهرون درجات متفاوتة من الأنوثة أو يميلون إلى تقليد النساء في طرق معينة مثل اللباس وخلافه. وتتم الآن الكثير من الإجراءات الطبية مثل العلاج بالهرمونات البديلة وجراحات الثدي أو تغيير الأعضاء التناسلية أو التحكم في عمل تفاحة آدم. والفئة الأخرى من الرجال تميل إلى التصرف كالنساء فتميل إلى المبالغة في الزينة والماكياج.

## السياق الاجتماعي
يرغب الكاثوي في العمل في مهن يغلب عليها الطابع النسائي مثل العمل في متجر أو مطعم أو صالون تجميل. وأيضا تميل فئات من الإناث إلى العمل في المصانع كما الحال في تايلاند. وتميل فئات كثيرة من الكاثوي إلى العمل في أماكن الترفيه والملاهي الليلية والأعمال المتعلقة بالإباحية الجنسية.
والكاثوي هو أكثر وضوحا وأكثر قبولا في الثقافة التايلندية من المتحولين جنسيا أو المخنثين من الناس في البلدان الغربية أو شبه القارة الهندية. ومن الملاحظ أنه في تايلاند والعديد من البلاد، كان يتم عمل مسابقات ملكات الجمال جنبًا إلى جنب مع مسابقات الجمال للذكور. والتي غالبا ما يشارك الكاثوي فيها، وعادة ما كانت تعقد كجزء من المسابقات المحلية. ولا تقتصر هذه الظاهرة على المناطق الحضرية، ولكنها منتشرة أيضا في القرى. ويعتقد البعض أن هذا القبول العالي يرجع إلى طبيعة الثقافة البوذية المنتشرة في مثل هذه المناطق، والتي كانت تسمح بذلك.
وتواجه المرأة من هذا القبيل عقبات اجتماعية وقانونية كثيرة. والجدير بالذكر أن الأسرة تصاب بصدمة عنيفة إذا علمت أن أحد أفرادها صار من الكاثوي أو الجنس الثالث. وقد يتعرض الفرد إلى الطرد إذا تبين أنه من المثليين. ومع ذلك، لقى الكاثوي قدرا أكبر من القبول في تايلاند عن معظم البلدان الآسيوية الأخرى. والاعتراف القانوني بالكاثوي لم يتم حتى الآن في تايلاند. حتى بعد أن تتم عملية التغيير الجنسي. ولا تزال ظاهرة التمييز في العمل متفشية. ويمكن أن تنشأ أيضا قضايا في ما يتعلق بالوصول إلى وسائل الراحة وتوزيع الجنسين؛ على سبيل المثال، الكاثوي اللاتي خضعن لجراحة تغيير الأعضاء الجنسية ما زال يتحتم عليهن البقاء في السجن مع الذكور.

## التطورات الأخيرة

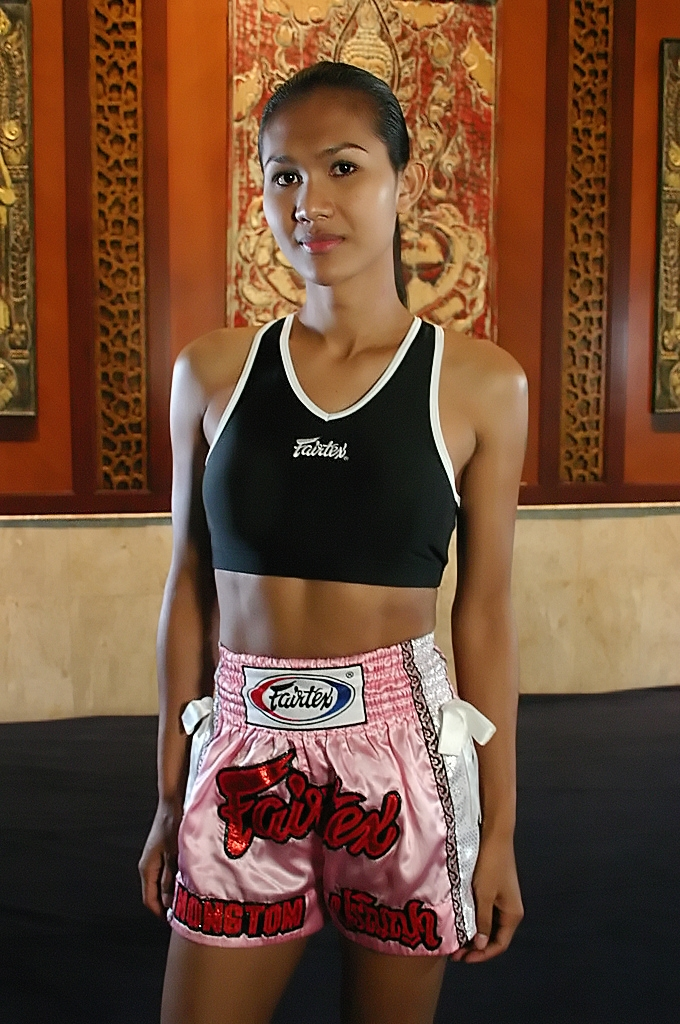
نونغ توم.

وفي عام 1993، نفذت شبه حظر رسمي في الجامعات التايلاندية، حيث لم يسمح للمثليين الجنسيين بأن ينضموا إلى الكليات التي تخرج المعلمين للتعليم في رياض الأطفال والمدارس الابتدائية. وفي يناير 1997 أعلنت بعض المعاهد التعليمية أنها لن تضفي الطابع الرسمي على الحظر. وامتد ذلك ليشمل جميع الجامعات في بداية سنة 1997. وكان الحظر قد انتشر في كثير من المعاهد وأدى لاستبدال وزير التربية والتعليم.
في عام 1996، قام فريق الكرة الطائرة والذي يتألف في معظمه من مثليين جنسيًا وكاثوي، قد حصلوا على لقب البطولة الوطنية التايلاندية. وتم تصوير ذلك في أفلام وثائقية. وعلى صعيد المنافسة العالمية، منعت الحكومة التايلاندية اثنين من الكاثوي من الانضمام للمنتخب الوطني.
ومن بين الكاثوي الأكثر شهرة في تايلاند نونغ توم، وهي بطلة العالم السابقة في الملاكمة التايلاندية، وقد ظهرت للعلن في عام 1998. وكانت تلبس ملابس الملاكمين وتتناول هرمونات ذكورية؛ وكانت تدخل الحلبة بشعر طويل وماكياج، وأحيانا تقوم بتقبيل الخصم. وقد أعلنت اعتزالها ملاكمة للمحترفين في عام 1999 - بعد خضوعها لعملية جراحية لتغيير الأعضاء التناسلية، مع مواصلة العمل كمساعد مدرب، وعادت إلى الملاكمة في عام 2006.
وفي عام 2004، خصصت مدرسة شيانغ ماي التكنولوجية مرحاضًا منفصلا للكاثوي. ورسمت على الباب رمزًا يجمع بين الذكور والإناث. وكان على الطلبة الكاثوي في المدرسة عليهم ارتداء ملابس الرجال في المدرسة، إلا أنه كان يسمح لهم بتصفيفة الشعر الأنثوية أثناء الرياضة.
وفي أعقاب الانقلاب العسكري في تايلاند في عام 2006، بدأ الجنس الثالث في السعي للحصول على حق الاعتراف بالجنس الثالث كنوع له حقوق والسماح بعمل جوازات سفر ووثائق رسمية أخرى في الدستور الجديد المقترح. وفي عام 2007، بدأت الكاثوي سلسلة المطالبة بحقوقها القانونية والتشريعية.

## المظاهر الثقافية

### التجمعات المسرحية والموسيقية
تشكلت أول فرقة كاثوي موسيقية في تايلاند عام 2006. وسميت الفرقة باسم فينوس صائدة الذباب، وكانت تهدف إلى الترفيه الموسيقي. وظهر عمل مسرحي ساخر بعنوان السيدة ولد، وتم تقديمه في المملكة المتحدة منذ عام 1998 حيث تم عرضه في البلاد على مدار تسعة أشهر.

### في السينما
تم تقديم عمل سينمائي بنفس العنوان السيدة ولد في عام 1992 على شكل فيلم وثائقي للقناة الرابعة التلفزيونية ومن إخراج جيريمي مير
ويتناول الفيلم قصة اثنين من الشباب في سن المراهقة، دخلا مرحلة الاستعداد لدخول مسابقة الجمال في المناطق الريفية، ثم غادرا للعثور على عمل مسرحي ساخر في كاباريه. فيما ظهر الفيلم السينمائي سيدات حديدية في عام 1996، والذي تميز بالدعابة والكوميديا الساخرة وحقق نجاحًا باهرًا. ويحكي قصة فريق للكرة الطائرة للسيدات.
وفي عام 2002، تم إنتاج فيلم تايلاندي بعنوان إنقاذ الجندي توتسي. ويتناول الفيلم قصة مجموعة من المثليين جنسيًا والذين في حاجة للإنقاذ بعد حادث تحطم طائرة في منطقة يسيطر عليها المتمردون. ويستكشف الفيلم المواقف المعادية للمثلية الجنسية بطرق مختلفة. ويقوم الفيلم على أحداث حقيقية، حيث تعرض مجموعة من المثليين، من بينهم فنان حقيقي، مع مجموعة من الكاثوي، لحادث طائرة.
فيما أنتجت الملاكمة نونغ تام فيلمًا يحكى قصتها وكان عنوانه الملاكمة الجميلة. وعلى عكس فيلم السيدات الحديدية، فإن فيلم الملاكمة الجميلة يستخدم لهجة جادة. وفي عام 2005، تم إنتاج فيلم للفنون التايلاندية للدفاع عن النفس بعنوان الملك المحارب أو توم يام جونج، وذاع صيت هذا الفيلم في العالم وفي الولايات المتحدة على وجه الخصوص. وقامت بالدور الرئيسي الممثلة المخنثة جين شينغ.

## وصلات خارجية
- قوس قزح سكاي رابطة تايلند المثليات والمثليين والمتحولين جنسيا وبي رابطة تايلند
- أندرو Matzner : ~ leela2/inlegallimbo.htm القانونية في عالم النسيان: تايلند، والرجال ترنسجندرد، والقانون، 1999. ينتقد رأي مشترك مفاده أن كاثوي مقبول بالكامل من قبل المجتمع التايلندي.
- Kathoy -- (2004) فيلم وثائقي نظرة شخصية على ثقافة Kathoy في تايلاند
- سيدة وطفل رسام اعتقل بتهمة «فضيحة»
- أندرو Matzner : ~ الورد leela2/roses.htm في الشمال: وKatoey من جامعة شيانغ ماي، 1999. تقارير عن كاثوي «نادي نسائي» في جامعة تشيانغ ماي.
- سوزان ألدوس وبورنتشاي Sereemongkonpol «Ladyboys : السري العالم من تايلاند والجنس الثالث» نشرت في عام 2008 من قبل الناشرين البيت مافريك
- المتحولين آسيا بما في ذلك عدة مقالات عن كاثوي
- سيدة بوي
- حيث 'Ladyboys' هل
- في تايلاند «المرأة من النوع الثاني».
- يمكنك معرفة الفرق بين Katoeys والسيدات حقيقي؟ "
- ومثال على الين: الأشجار في غابة نفسه، 2002. وصف المشهد مثلي الجنس وكاثوي تايلند.
- Chanon Intramart واريك ألين: جميلة بوكسر، 2003. ويصف قصة نونغ توم.
- تايلاند Ladyboys، صور، مقالات مقالات تحتوي على التايلاندية Ladyboys (كاثوي) في الأخبار تايلاند